# Tom Misson
Thomas William „Tom” Misson (ur. 11 maja 1930 w Londynie, zm. 31 lipca 2017 w Havant) – brytyjski (angielski) lekkoatleta, chodziarz.
Na mistrzostwach Europy w Sztokholmie (1958) zajął 4. miejsce w chodzie na 50 kilometrów z wynikiem 4:20:31,8.
Podczas igrzysk olimpijskich w Rzymie (1960) zajął 5. miejsce na tym samym dystansie z czasem 4:33:03,0.
Medalista mistrzostw kraju na różnych dystansach, w tym złoto w chodzie na 20 mil (1959).

## Rekordy życiowe
- Chód na 50 kilometrów – 4:14:03 (1959)[5]